# Samuel Bunch
Samuel Bunch (* 4. Dezember 1786 im Grainger County, Tennessee; † 5. September 1849 bei Rutledge, Tennessee) war ein US-amerikanischer Politiker. Zwischen 1833 und 1837 vertrat er den Bundesstaat Tennessee im US-Repräsentantenhaus.

## Leben
Samuel Bunch besuchte die öffentlichen Schulen seiner Heimat und arbeitete danach in der Landwirtschaft. Während des Britisch-Amerikanischen Krieges von 1812 war er als Hauptmann einer Kompanie unter dem Kommando von General Andrew Jackson im Kampf gegen die mit den Briten verbündeten Creek eingesetzt. Danach war er als Sheriff Polizeichef im Grainger County.
Politisch schloss sich Bunch seinem früheren Kommandeur Jackson an und wurde Mitglied der von diesem 1828 gegründeten Demokratischen Partei. Bei den Kongresswahlen des Jahres 1832 wurde er im zweiten Wahlbezirk von Tennessee in das US-Repräsentantenhaus in Washington, D.C. gewählt, wo er am 4. März 1833 die Nachfolge von Thomas Dickens Arnold antrat. Nach einer Wiederwahl konnte er bis zum 3. März 1837 zwei Legislaturperioden im Kongress absolvieren. Bei seiner Wiederwahl kandidierte er allerdings nicht mehr als Anhänger von Jackson, da er sich zwischenzeitlich der Opposition angeschlossen hatte. Während seiner Zeit im Kongress wurde dort heftig über die Politik von Präsident Jackson gestritten. Dabei ging es vor allem um die Durchführung des umstrittenen Indian Removal Act, die Nullifikationskrise mit dem Staat South Carolina und die Bankenpolitik des Präsidenten.
Nach seinem Ausscheiden aus dem US-Repräsentantenhaus arbeitete Samuel Bunch wieder in der Landwirtschaft. Er starb am 5. September 1849 auf seiner Farm in der Nähe von Rutledge.